# 長弓
長弓（ちょうきゅう）は、弓の類型のうち、弓幹の長さが長大なものを指す。対して弓幹が短いものは短弓と呼ぶ。
長弓は東アジアのモンスーン気候の湿潤地帯と、西ヨーロッパのメキシコ湾流の影響を受ける温暖な地域といわばユーラシア大陸の東西の極で発達した。対して、短弓は、遊牧民の騎馬弓射などの形でユーラシア大陸内陸部の乾燥地帯で多く用いられた。
歴史的に知られる長弓は、日本の和弓や、グレートブリテン島で発達したロングボウ(ウェールズなどで一部異なる場合がある)がある。またアフリカ大陸や南米アマゾンの一部の先住民族、センチネル族（アンダマン諸島）などにも原始的な造りではあるが、長尺の弓が見られる。

## 歴史

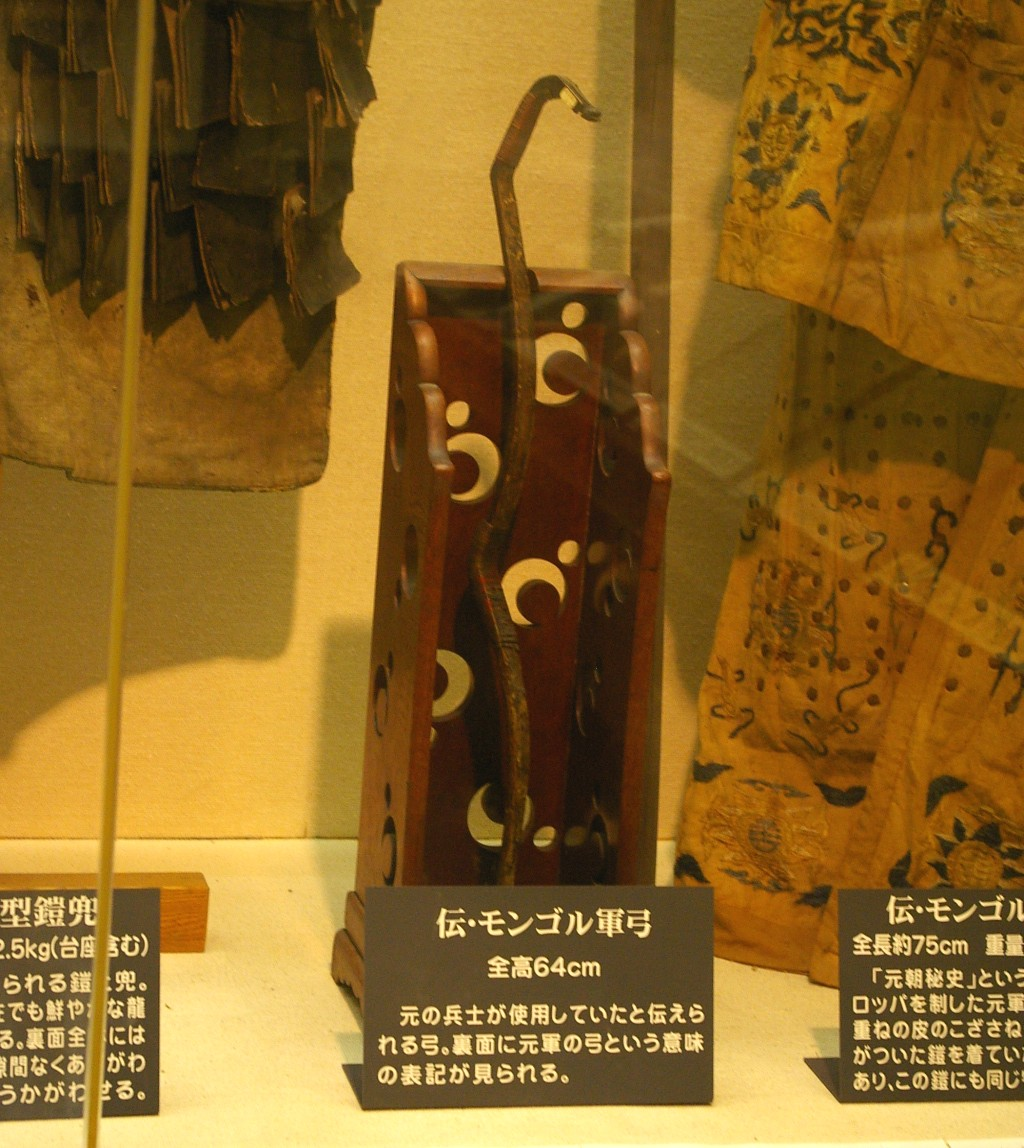
複合弓(モンゴル軍弓)
｢元寇資料館」所蔵

弓の誕生時においては一本材の木材や竹で作られた単構造弓が主流であった（丸木弓）。
長弓はその威力を増す目的で、弓幹が射手の身長程に長い物として生まれた。これは弾力に乏しい単独の木竹材などを弓幹に用いながらも、十分な長さを保持し弦を引き絞れるようにしたからである。つまり単位長さあたりの弓幹素材がわずかしか湾曲出来なくとも、弓幹自体が長大であればその累積によって弦を強く引き絞ることができ、射程は長くなる。
ただし、一本材などの単構造では製造後の性能にばらつきが多く、その後、大部分は複合弓への道をたどった。例えば和弓も鎌倉時代以降に順次複数の木材や竹を張り合わせて弾力や強度を増す複合弓に変化した。
長弓はその長さゆえに、歩兵による歩射に適しており、古今東西を問わず、古くから歩兵の武器として使用された。ただし日本では特異的に、ある時期から長弓を用いての高難度の騎乗射の武術が開発され、習得した武士の誕生・台頭が生じた。
イングランドのロングボウの構造は丸木弓で、百年戦争におけるイングランド王国軍のロングボウ兵の活躍がよく知られるが、丸木弓の大きな弓を引くのは特別な力が必要であり、一部の選ばれた者にしか扱うことはできなかった。そのため、エドワード3世の時代には、ロンドン市民に対し日曜及び休日にはロングボウの訓練を義務づける法令が布かれた。つづくエドワード4世の治世ではイングランド全域に拡大され、一定以上の年齢に達した誰もが自分の背丈と同じ長さの弓を備え、技術を磨くように義務づけられた。

### 和弓
日本で、縄文時代の弓には長大化の傾向は未だ認められない。
弥生時代以降は短下長上化および長弓化の傾向があったとの考えが通説であり、銅鐸に描かれた絵にもそのような場面が見られ、戦闘弓の威力を高める目的と考えられる。ただし異論として、弥生時代を通じての完形出土品に基づけば、最大長は約1.5mにとどまるとの指摘がある。
古墳時代以降に、古墳出土・正倉院収蔵の2mを超える長大弓が現れ、原始和弓と呼ばれる。これの契機は、紀元前1世紀に朝鮮半島南部に現れた長弓を、古墳時代初期以降、九州・西日本で新たに取り入れたことによると考える研究もある（後述）。ただし引き続き古墳副葬品以外の出土の弓にはこのような長大弓は認められない。「埴輪 挂甲武人」の弓などを長弓と見なす考えもある。
これとは対照的に古代東北の蝦夷（俘囚）は、日本へ導入された馬を和人から古墳時代後期に導入したが、弓については長弓化せず短弓（夷弓）を用いて巧な騎射・狩猟を行った。殺傷力の向上には毒矢も用いた。
平安時代初期以降、長大な弓と蝦夷から取り入れた優れた騎射術とを組み合わせ、騎乗で扱う戦闘術（武芸）が生まれ、武士の登場および家芸となった。難度が高いため、ある程度豊かな一族層が、幼少より長時間の訓練を経て身につけた。弓馬の道（馬上弓術）と称する洗練された武芸を操り、流鏑馬などの騎射三物を今に伝えている。中期には複合弓へ進化し和弓と呼ばれることとなった。

#### 起源
アジアにおける長弓の起源に関する考察として、太平洋周辺の長大な弓の分布はオーストロネシア語族の拡散域と重なり、また中国南部の跨湖橋新石器時代遺跡から世界最古の漆塗り丸木弓が出土しており、太平洋型長大弓の共通祖形とも考えられている。また前1世紀の朝鮮半島南部でも、類似した長大弓が出土しており伝わったと考えられる。
遅れて、日本ではこれを祖形としたと見られる原始和弓が5世紀頃より現れる。この頃、朝鮮半島南部の百済と日本とは対高句麗・新羅戦への共同作戦へ備え、同じ形式の長頸鏃を共有し、弓と矢の統一を図ったものとみられる。加えて、馬を日本へ初めて導入し、騎馬も取り入れた。

## 長弓の威力
ロングボウについては、初期のマスケット銃より威力はあったとされる（ロングボウを参照）。

### 和弓
和弓に関しては、『平家物語』巻五の記述に、強弓の場合、五、六人張りで鎧の2、3領を重ねて射通すと説明されている。この五、六人張りの信憑性は別として、武士が大鎧（弦走）の下に腹当を重ね着していた事を考えれば、1領の厚さでは強弓の矢を防ぐ事が難しかったのは事実と見られる（距離については不明）。また、和弓の実験として、13 - 14メートルの距離から射た場合、厚さ10ミリのヒノキ板3枚（計3センチ厚）を容易に貫通している事から、短距離から射た場合、盾3枚を並べても安全ではない事がわかる（木製の持盾では防ぐのも難しい）。
盾の厚みの進歩からわかることとして、『延喜式』（10世紀前半）が成立した時代では、隼人盾の厚さは1寸＝3センチと記述されており、武士が発生する以前の弓ではこの厚みで防げたと考えられる。これが戦国末期（16世紀）の置き盾ともなると厚さが4.8センチ（1寸半超）ともなり、3センチ厚では武士の長弓を防ぎきれなくなったことが（前述の実験結果＝10ミリ厚板3枚貫通）厚みの変化からもわかる。
これらの事から、長弓の威力は十数メートル程度の距離からであれば、火縄銃に劣るものではなかった。『保元物語』において、源義家の伝説として語られている事に、「金能（かねよ）き（札良き＝堅固な鉄札）鎧を木の枝に3両かけて6重（3両の腹背面の合計）を射通したまいければ、神の変化（神が人化した姿）とぞ申しける」と聞かせた上で、「4、5両も重ねて着なければ、（源氏の強弓の者に対しては）生き残れない」と報告している記述がある（但し、落馬した際の重量を考えれば、リスクが高い）。鉄札（文中、「金良き」とある為、鉄製）の厚さを一枚1mmとして6mm厚の鉄板を射抜いたと文献では述べており、前述の厚さ数ミリの鉄製フライパンの貫通例を考えれば、誇張（信憑性が低い）とは必ずしも言えない。

#### 射程
和弓に関する記述としては、上泉信綱伝の『訓閲集』（大江家兵法書を戦国風に改めた兵書）に、「弓は90メートル以上の内に用いる武器だが、54メートル以上（55メートル以内）より先は自分の技術が及ばないもの」としており、16世紀の弓の時点、特に実戦＝動き回る敵相手では、55メートルまでが狙って射るものと記述している。最大射程とは別に、武士があくまで自己の技量にこだわった記述といえる。近世、120メートル先を狙った三十三間堂の通し矢の場合、あくまで動かない的であり、実戦とはかけ離れている。
軍記物であるため、誇張が考えられるが、『土佐物語』巻第十三「勝瑞の城没落の事」に2人の弓の名手の飛距離について記述がある。鶴津丹波守という武士がいたが、ある時、数百人が乗った敵の大船が鶴津の沖（現富岡郡窪川町大鶴津）へ寄せて来た。丹波守居城の上より例の大弓を持って、8町＝約870メートルばかり沖の船腹を横様に射抜けば、潮が入って沈没し、敵は1人も残らず死んだ。このことで丹波守は「今為朝」といわれるようになった。もう1人は大高坂長門守で、大高坂城より小高坂城内へ内通事があって、遠矢を射たが、ちょうど小高坂の武士は食事中であり、飯椀に射当たった。両城の間は10余町＝約1100メートルあった。
江戸時代に改良され登場した「弓胎弓」の最大射程は400メートル以上とされる。
射程を弓の性能面からでなく、精神面の影響から論じたものとして、オイゲン・ヘリゲル著の『弓と禅』があり、阿波研造の語ったこととして、「立派な射手は中位の強さの弓でもって、魂のない射手が最強の弓で射るよりも遠くまで射るというのは、我々弓の師範には周知のことであり、そしてまた日々の経験によって確認されている事実です。ですから罪は弓にあるのではなく、あなた方が射る時の“精神現在”にあり、活発さと覚醒状態にあるのです」として、強弓だからといって、遠くまで射ることができるかは射手の精神問題であるとしている。

#### 速射性
和弓の場合、通し矢で一昼夜（1日）射続けた和佐大八郎の記録（13053本中、通し矢8133本）から「1分間に9本射た」という計算結果が出されている。ただし、和佐の場合、1万3千本の矢を射た総合平均から導き出された計算結果であり（日本の場合、秒単位の概念がないため、こうした速射競技の記録がない）、後半は体力的問題が加わっている（和佐の「逸話」を参照）。そのため、万全な状態で速射をした場合、その平均以上の記録は出たと考えられ、従って、速射を意識した場合、和弓でも1分間に10本以上の矢は放てたと考えられる。至るところ、イギリスのロングボウも和弓も「6秒に1本以上射た」という計算結果から、東西の長弓の速射性に大差はなかったとみられる。
また、短弓に対し、速射性が低いからといって（短弓「性能面」を参照）、これが長弓の欠点になるかといえば、そうではなく、『保元物語』にもあるように、一矢で2人を射抜く技量があれば、戦術上の脅威となった。『保元物語』の記述では、強弓のあまりの威力に、尋常の技ではない（凡夫の業にあらず）と多くの武士が恐れた語りがあり、たった一矢でも優位性を示す事が可能だった。従って、長弓において、射た矢数が倒した人数に直結するものではない。